# 永田昌久
永田 昌久（ながた まさひさ、1940年3月22日 - 2009年12月2日）は、日本の経営者。日本製鋼所社長を務めた。東京都出身。

## 経歴・人物
1962年に慶應義塾大学工学部を卒業し、同年に日本製鋼所に入社。1992年に取締役に就任し、1996年に常務、1999年に専務を経て、2001年に社長に就任。2009年に会長に就任。
2009年12月2日虚血性心不全のために死去。69歳没。